# کرن خان
کرن خان (به انگلیسی: Kiran Khan) (زادهٔ ۲۱ دسامبر ۱۹۹۰) شناگر اهل پاکستان است .